# Daniel Carter (Dirigent)
Daniel Carter (* 1989 in Sydney, Australien) ist ein australischer Dirigent und  derzeitiger (Stand 7/2025) Generalmusikdirektor am Landestheater Coburg. Seit Februar 2021 leitet er das Philharmonische Orchester des Hauses und prägt dessen musikalisches Profil mit.

## Biografie

### Ausbildung und frühe Laufbahn
Carter studierte Komposition und Klavier an der University of Melbourne und wurde 2012 mit dem Brian Stacey Award ausgezeichnet. Anschließend war er an der Victorian Opera tätig, zunächst als Developing Artist Conductor, später als Assistent des Musikdirektors, und arbeitete mit dem Australian Youth Orchestra sowie verschiedenen australischen Sinfonieorchestern.

### Deutschland-Stationen
Von 2013 bis 2015 wirkte er an der Hamburgischen Staatsoper als Korrepetitor und Assistent von Generalmusikdirektor Simone Young. Danach war er bis 2019 Erster Kapellmeister am Theater Freiburg. Ab 2019 war er Dirigent an der Deutschen Oper Berlin, wo er Opern wie La Bohème, Les contes d’Hoffmann und A Midsummer Night’s Dream dirigierte. Gastdirigate führten ihn an Opernhäuser in Kopenhagen, Köln, Trier, Essen, Leipzig und Bern sowie zu Orchestern wie dem Queensland Symphony Orchestra und der Akademie des BRSO.
2021 wurde er Generalmusikdirektor am Landestheater Coburg. Er wird mit Beginn der Spielzeit 2025/26 neuer Musikdirektor bei der Deutsches Nationaltheater und Staatskapelle Weimar.